# Český národní registr dárců dřeně
Český národní registr dárců dřeně je obecně prospěšná společnost, která od roku 1992 vede databázi dobrovolníků, ochotných darovat své krvetvorné buňky k transplantaci druhému člověku.
V registru je zapsaných asi 136.000 dárců. Provedl již zhruba 1100 odběrů, 654 pro pacienty v ČR, 437 pro pacienty v zahraničí (k 31. 3. 2025).

## Poslání registru
Hlavním posláním registru je nábor dobrovolných dárců kostní dřeně a vyšetřování jejich transplantačních znaků, výběr vhodných dárců pro konkrétní nemocné z vlastní i mezinárodní databáze a dále organizace odběrů krvetvorných buněk vybraných dárců a jejich transport.

## Podmínky vstupu
- věk 18–35 let
- dobrý zdravotní stav
- žádné závažné onemocnění v minulosti
- bez trvalého užívání léků (kromě antikoncepce a léků na sezónní alergie)
- váha vyšší než 50 kg

Zájemci se mohou nechat do registru zapsat na zhruba 70 místech v ČR. Při registraci vyplní zdravotní dotazník a ze žíly je jim odebráno malé množství krve (2 ml), která se odešle k vyšetření transplantačních znaků.

## Odběr krvetvorných buněk
Odběr krvetvorných buněk probíhá buď
- odsátím dřeně z kosti (pod narkózou)
- získáním buněk ze žilní krve separací, podobně jako při odběru krevní plazmy (bez narkózy)

Pravděpodobnost, že dárce zapsaný v registru skutečně daruje kostní dřeň nemocnému, je asi 1 %.

## Historie
U zrodu registru stál hematoonkolog Vladimír Koza, který v roce 1991 provedl v Plzni jednu z prvních transplantací kostní dřeně v Československu a v roce 1993 pak první nepříbuzenskou transplantaci kostní dřeně.